# Francisco Linares Alcántara
Pour l’article homonyme, voir Francisco Linares Alcántara (municipalité).
Francisco Linares Alcántara est un militaire et homme d'État vénézuélien, né à Turmero (Grande Colombie, aujourd'hui dans l'État d'Aragua au Venezuela) le 23 avril 1825 et mort à La Guaira (État de La Guaira) le 30 novembre 1878. Il est le 19e Président du Venezuela du 27 février 1877 au 30 novembre 1878.
Il est enterré au Panthéon national du Venezuela.